# Laura Kenny
Laura Rebecca Kenny, född Trott den 24 april 1992 i Cheshunt, är en brittisk bancyklist. Under olympiska sommarspelen 2012 tog hon två guld, i lagförföljelse och omnium. Trott blev därmed världs-, europa- samt olympisk mästare i båda grenarna under säsongen 2011–2012.
Under junior-VM 2010 i Montichiari vann Kenny guld i omnium samt silvermedaljer i individuell förföljelse och poänglopp.
Vid olympiska sommarspelen 2016 i Rio de Janeiro tog Kenny återigen guld i både lagförföljelse och omnium. Hon blev därmed Storbritanniens mest framgångsrika kvinnliga olympier räknat till antal guldmedaljer. Vid olympiska sommarspelen 2020 i Tokyo tog Kenny guld tillsammans med Katie Archibald i madison och silver i lagförföljelse.

## Utmärkelser
- 2013 – Officer av Brittiska imperieorden
- 2017 – Kommendör av 2 klass av Brittiska imperieorden
- 2022 – Kommendör av 1 klass av Brittiska imperieorden (Dame Commander of the Order of the British Empire)[6]